# ПВХ-профіль

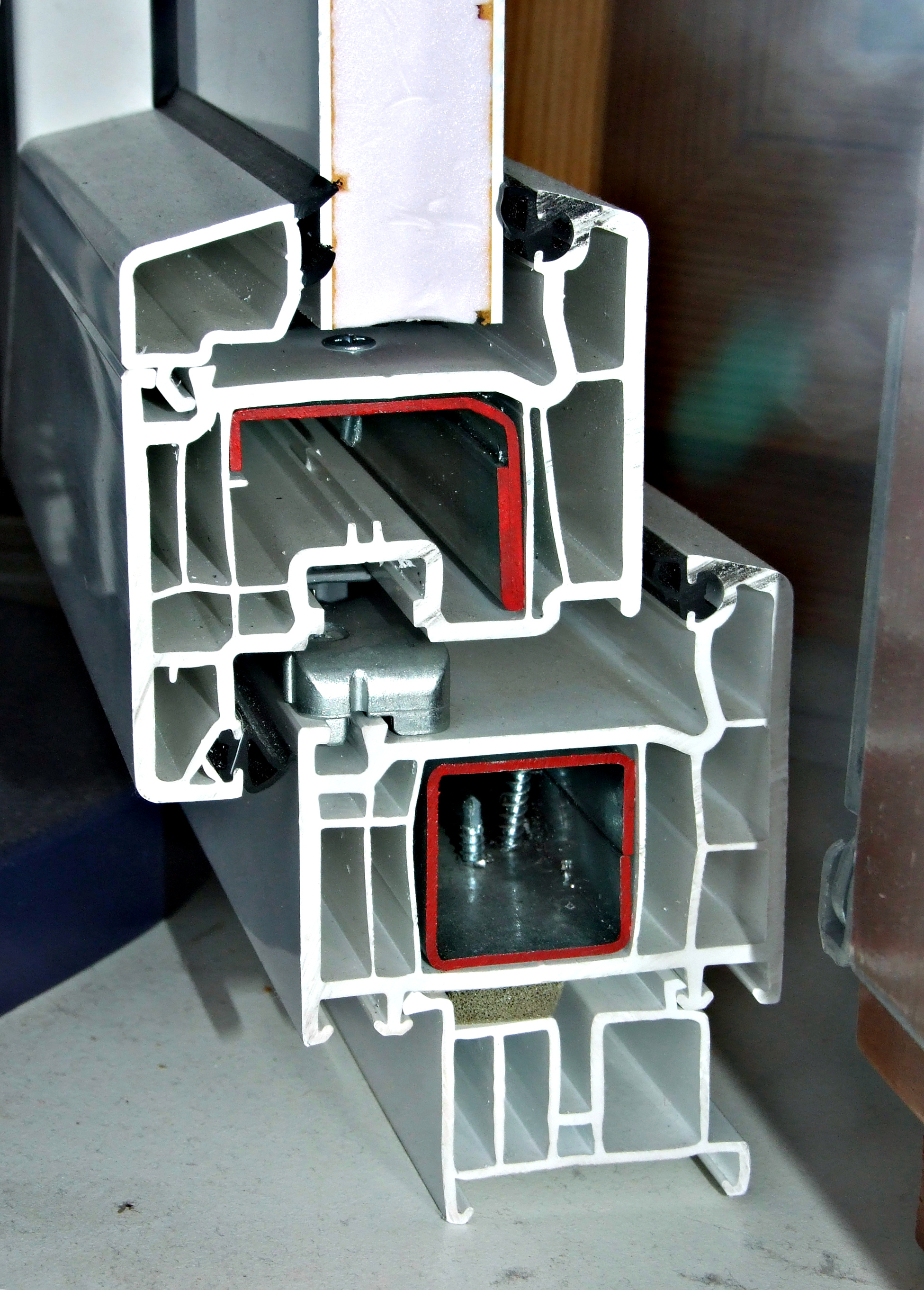
5-ти камерний ПВХ-віконний профіль

ПВХ-профіль — пластиковий корпус з поздовжніми перегородками всередині, що утворюють порожнини — повітряні камери, виготовляється з полівінілхлориду (ПВХ) та необхідної кількості добавок. Для підсилення жорсткості всередину профілю вставляється арматура — металевий вкладень П-подібного або прямокутного перерізу, саме тому вікна з такого профілю називаються металопластиковими. З ПВХ-профілю виробляються різні вироби: вікна (рами та коробки), підвіконня, москітні сітки та інше. ПВХ-профіль не є чистим ПВХ через добавки, які надають йому покращені властивості, тому ПВХ-профіль має також іншу назву — модифікований ПВХ.

## Виготовлення

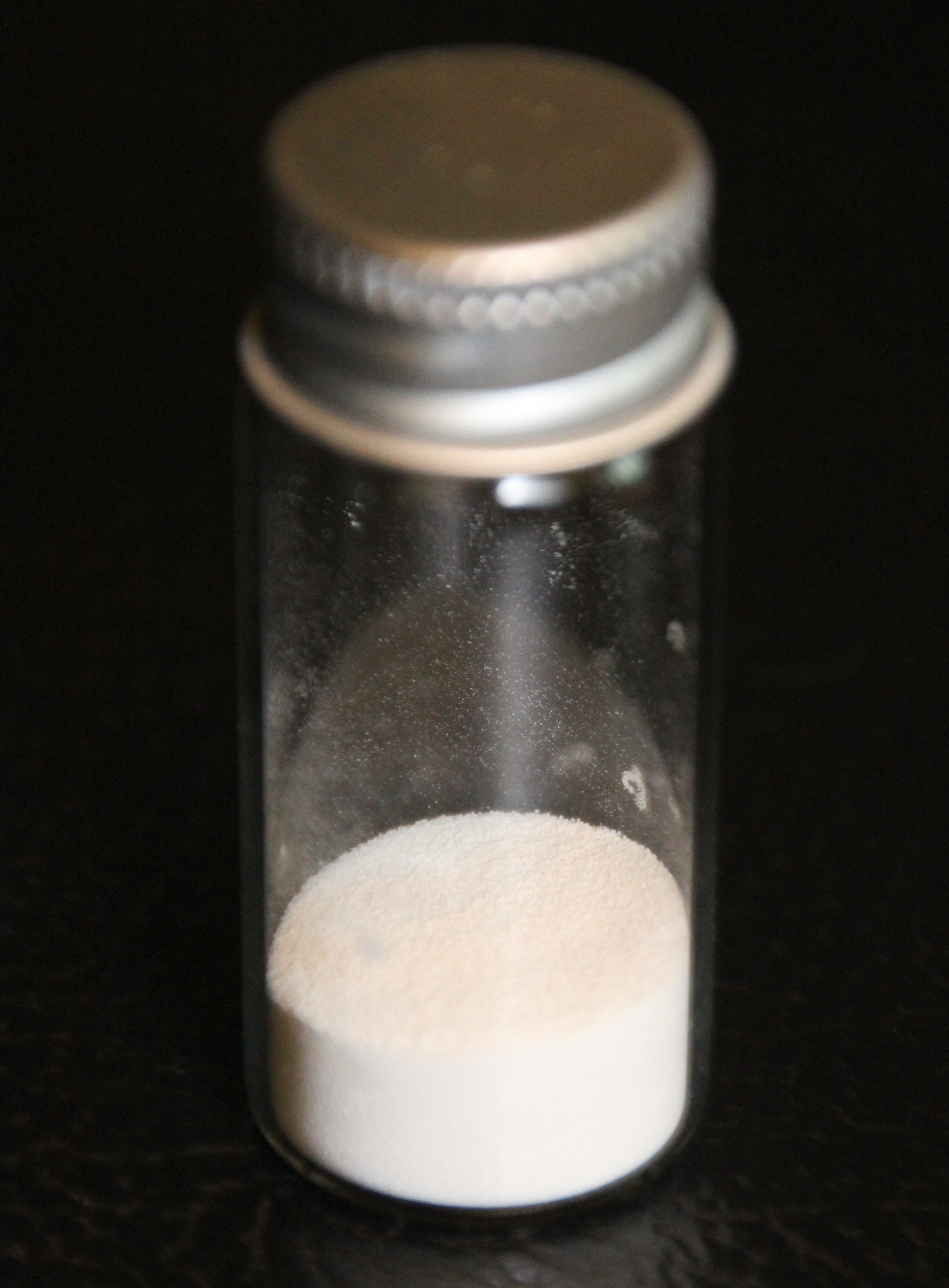
ПВХ у вигляді порошку

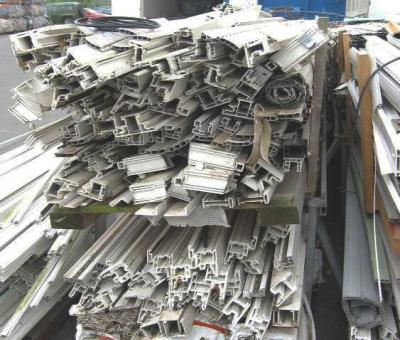
Відходи з ПВХ-профілю

Профілі з полівінілхлориду, який отримують із природних корисних копалин нафти й кам'яної солі, не дуже відрізняються штучним походженням від того ж бетону, алюмінію або просоченої спеціальними розчинами деревини. ПВХ в чистому вигляді для виробництва профілів не використовується, оскільки цей матеріал у початковому стані напівпрозорий, крихкий і досить гігроскопічний. ПВХ, як вихідна сировина для виготовлення віконного профілю, надходить на виробництво у вигляді дрібного білого порошку. У процесі виробництва до ПВХ підмішуються добавки, які визначають властивості матеріалу на виході.

### Добавки у ПВХ
Різні виробники виготовляють не тільки різні розміри профілів, але змінюють склад матеріалу, щоб домогтися потрібних властивостей. Всі вони повинні відповідати стандарту ДСТУ Р DE9001.1.4.0107.
Такими добавками є:
- стабілізатори (кальцій/цинк або з'єднання свинцю)
- пом'якшувачі
- полімерні допоміжні реагенти
- наповнювачі
- пластифікатори
- і, при необхідності, пігменти.

### Властивості
Властивості, які вимагають стандарти ДСТУ:
- ударостійкість
- вологонепроникність
- ступінь білизни
- а також властивості, які важливі для самого процесу виробництва

### Екологічність
Полівінілхлорид — це синтетичний матеріал, що утворюється шляхом хімічного синтезу, основою якого є наступні компоненти: хлорид натрію (більш відомий як кухонна сіль), нафта і газ. Полівінілхлорид належить до групи термопластів (пластмас), які піддаються повторній переробці після формування виробу. Сьогодні ПВХ є одним з найстійкіших до впливу агресивного середовища (сонце, вітер тощо) матеріалів.
ПВХ-профіль для вікон виготовляють методом екструзії. Розм'якшений матеріал видавлюють  через спеціальний отвір (певної геометрії). Усі етапи з виготовлення ПВХ-профілю проходять згідно з найвищими стандартами Європейського союзу, та з думкою про навколишнє середовище. Полівінілхлорид застосовується у вигляді перетертого білого порошку. Під час виробництва додають модифікатори, стабілізатори, пігменти та інші домішки. 
Більше всього питань завжди було до стабілізаторів які використовуються в ПВХ системах. Дійсно, з початку використовували свинець, але вже давно усі великі бренди використовують лише цинк і кальцій.
Якщо говорити про докази чистоти ПВХ, треба згадати найбільш яскравий приклад: в розвинених країнах західної Європи ПВХ використовують для виробництва медичного посуду, який в подальшому використовують для донорської крові.

## Віконні профілі

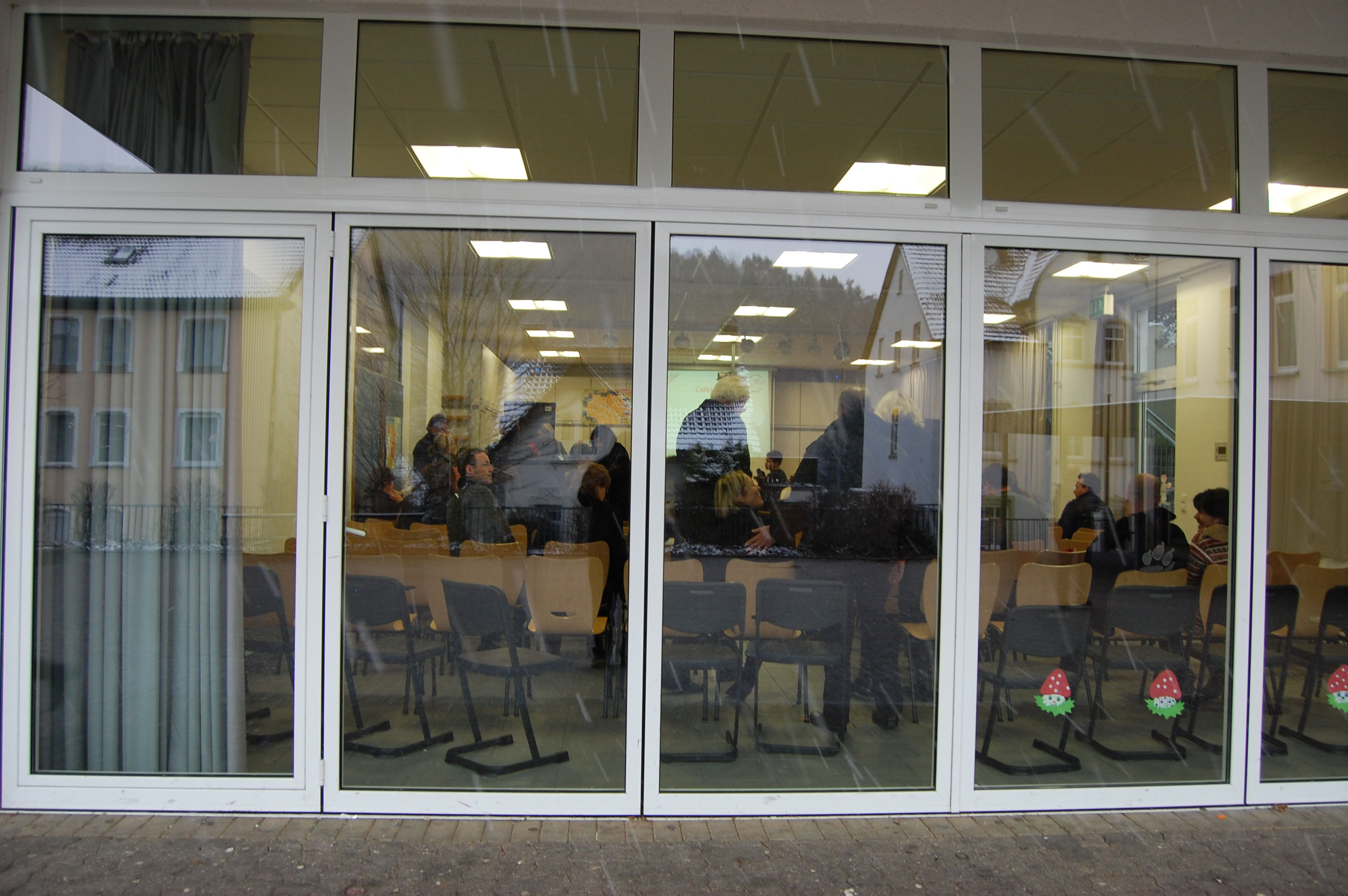
Металопластикові вікна

Пластикові (або метало-пластикові) вікна досить популярні й встановлені у великій кількості. Властивості ПВХ-матеріалу не просто достатні — вікна із ПВХ ефективні. Механічна міцність, теплопровідність, а також стійкість до факторів зовнішнього середовища — від термічних навантажень до опадів, у таких вікон високі, що дозволяє з успіхом застосовувати їх у громадському будівництві. При виборі пластикових вікон варто враховувати кліматичні умови, тип приміщення, щоб вони повністю відповідали вашим вимогам.

### Термін експлуатації
Термін служби віконних ПВХ-профілів, за оцінками фахівців, становить близько 30 років.

### Випробування
Для оцінки ступеня атмосферостійкості, профілі випробовують за допомогою моделювання — існують сертифіковані методи прискореного випробування профілів, де контрольні зразки проходять випробування в спеціальних пристроях відповідно до встановлених норм. За еталон при цьому береться матеріал з добре відомими властивостями в ролі контрольного зразка.

### Класифікація віконних профілів
Класифікують віконні профілі звичайно за кількістю камер — зазвичай від двох до чотирьох. Від них залежить і твердість конструкції, і теплопровідність, і інші властивості майбутнього вікна. Чотирикамерні призначені для використання в конструкціях середнього розміру, при цьому їх не армують. Двокамерні, навпаки, краще армувати — тому що інакше механічна твердість буде недостатня. Без армування їх можна використовувати в малих конструкціях до одного метру з одинарними склом, щоб зменшити навантаження. Трикамерні ПВХ-профілі — це основний продукт, що випускається для громадського будівництва.

## Виробники

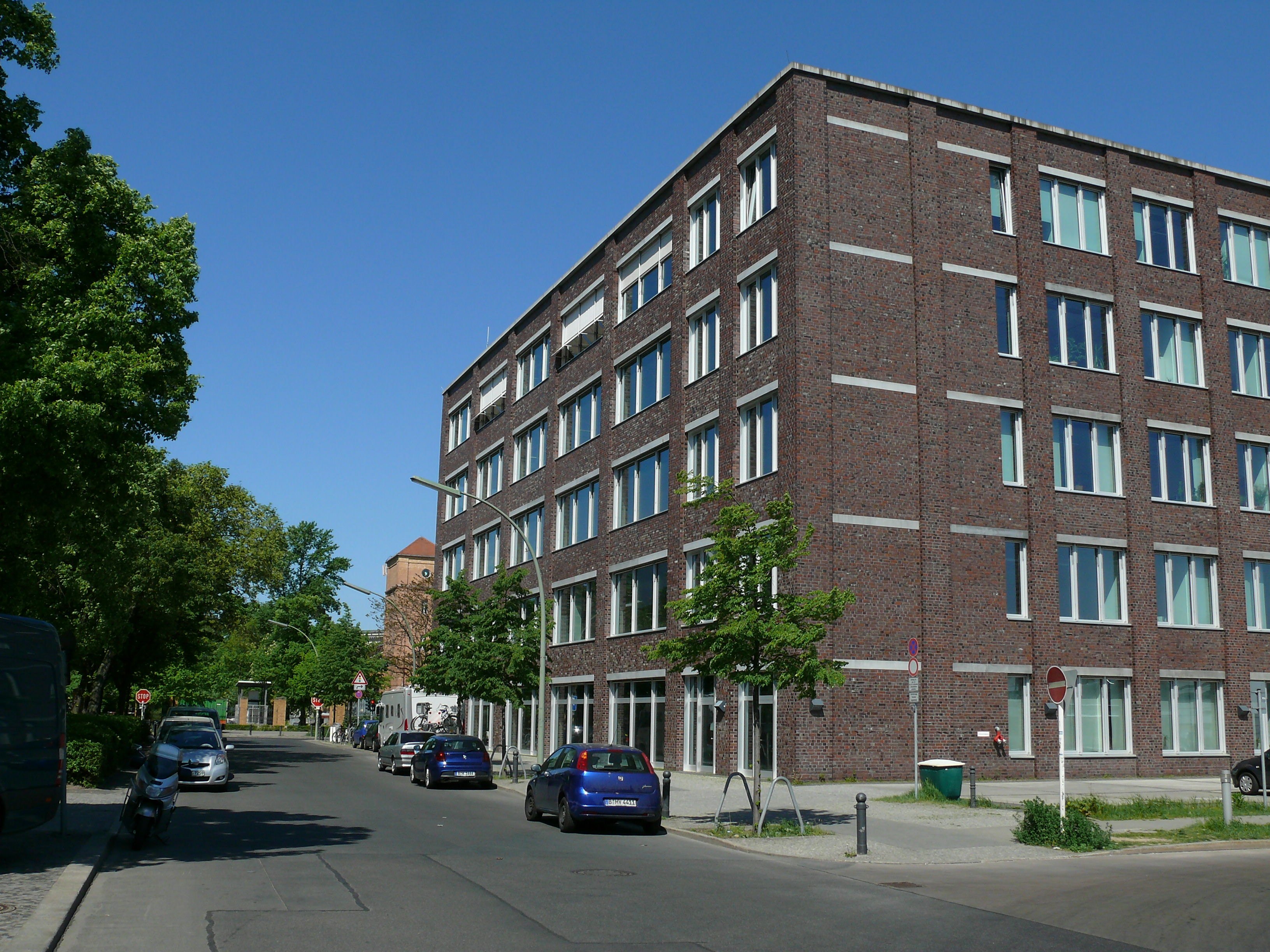
Широке розповсюдження металопластикових вікон

Найбільшими[джерело?] виробниками ПВХ-профілів є:
- Framex
- Adeplast
- Aluplast
- Brugmann
- Brusbox
- Deceuninck
- KBE
- LG Chem
- Міропласт
- Montblanc
- Proplex
- REHAU
- Salamander
- Schüco
- Thyssen
- Veka
- Winbau